# Cheesecake
„Cheesecake“ е песен на беларуския певец Юри Вашчук, с която представя Беларус на песенния конкурс „Евровизия 2014“. Избрана е на беларуската национална селекция, провела се на 10 януари 2014 година.
На беларуската селекция песента на Вашчук получава толкова точки, колкото и тази на Лоурънс и Дидюля. „Cheesecake“ става победител след повторно гласуване на журито, но този път между двете кандидат-песни.

## Любопитно
Първоначално неколкократно в песента се споменават Гугъл Картите. На 16 февруари 2014 година е обявена промяна в текста, тъй като в предходния си вид той нарушава точка 1.2.2.g от правилника на Европейския съюз за радио и телевизия. В песента на Валентина Монета (представител на Сан Марино три поредни години) за „Евровизия 2012“ първоначално се пее за „Фейсбук“ и впоследствие текстът търпи промени именно заради това правило.
„Изобщо не става въпрос за десерта“, съобщава певецът. Това е прякор, даден му от бивша приятелка. Макар и отегчен от този прякор, той казва още:
| „ | Тази песен подхожда на настроението ми и се чувствам в кожата си, изпълнявайки я. | “ |